# Downton Abbey II - Una nuova era
Downton Abbey II - Una nuova era (Downton Abbey II: A New Era) è un film del 2022 diretto da Simon Curtis.
La pellicola è il sequel del film del 2019 Downton Abbey, che a sua volta è il seguito dell'omonima serie televisiva.

## Trama
Siamo nel 1928: a Downton Abbey si celebra il matrimonio di Tom Branson e Lucy Smith; Andy e Daisy appaiono invece già sposati; Edith e Bertie hanno avuto il piccolo Peter; Barrow ha scoperto che Ellis, il valletto conosciuto l'anno prima, si è sposato per salvare le apparenze. La tranquillità viene scossa da due eventi imprevisti: la contessa madre Lady Violet annuncia di aver appena ricevuto in eredità da un suo antico spasimante francese, il marchese di Montmirail, una villa in Costa Azzurra, che decide a sua volta di lasciare alla sua bisnipote Sybil, la figlia di Tom e della defunta nipote Sybil, e intanto una società di produzione cinematografica propone di poter usare Downton per le riprese di un film. Lady Mary convince il padre ad accettare l'offerta della società di produzione, in quanto il tetto della residenza ha bisogno di riparazione e servono i soldi.
Nel frattempo, si apprende che la vedova del defunto marchese di Montmirail intende impugnare il testamento, mentre il figlio e nuovo marchese, desideroso di rispettare le volontà paterne, invita la famiglia Crawley a soggiornare alla villa per potersi conoscere. Lady Violet, ormai troppo anziana e malata, non può partire, quindi Robert decide di recarsi in Francia per risolvere la questione in prima persona: lo accompagneranno la moglie Cora, la figlia Edith (che ha ripreso a lavorare come giornalista e che vorrebbe ricavarne un articolo) con il marito Herbert, Tom e Lucy, e infine anche Carson, come maggiordomo - su suggerimento della signora Hughes, che desidera tenerlo lontano dalle riprese del film (evento che il domestico vive come un'imperdonabile profanazione di un luogo per lui inviolabile).
A Downton Abbey arrivano la troupe capitanata dal regista Jack Barber e gli attori protagonisti, Guy Dexter e Myrna Galgleish. Dopo alcune incomprensioni con i domestici e piccoli imprevisti, il film rischia addirittura di essere cancellato a causa del fatto che gli spettatori vogliono ormai solo il cinema sonoro. Mary riesce tuttavia a convincere Barber a procurarsi le attrezzature per le riprese audio e fa scrivere a Molesley tutte le battute del copione. In Francia, alcuni giorni dopo essere arrivati e aver conosciuto la vedova e il figlio del marchese, Robert ha due brutte sorprese: che il defunto marchese potrebbe essere stato suo padre, in quanto Lady Violet soggiornò alla villa del marchese esattamente 9 mesi prima della nascita di Robert, e che Cora è malata. Intanto a Downton le riprese proseguono. Barrows inizia a conoscere meglio Dexter. Barber cerca di corteggiare Mary, ma invano, perché la donna si rivela fedele al marito Henry, anche se lui è lontano. A causa della voce stridula di Myrna, Mary si ritroverà a doppiare la protagonista.
Al suo ritorno a Downton, Robert affronta la madre e scopre di non essere figlio del marchese: il dono della villa a Lady Violet fu solo un disperato tentativo del marchese di riconquistare la donna da lui amata, offrendole in dono il luogo in cui si erano conosciuti. Cora scopre che non ha un cancro ma una malattia curabile grazie alle terapie. I domestici della tenuta vengono reclutati nel film per figurare come comparse. Molesley, assunto definitivamente come sceneggiatore, chiede finalmente alla Baxter di sposarlo e lei accetta: solo dopo i due scoprono che, a causa dei microfoni installati dalla troupe nella casa, tutti gli altri hanno ascoltato in diretta la dichiarazione e la proposta di Molesley.
A riprese finite, durante un rinfresco, Barrow dà le dimissioni per diventare assistente di Dexter. Lady Violet, a 86 anni è ormai molto malata e anziana, si spegne serenamente, circondata dalla famiglia, uscendo di scena con una delle sue memorabili battute. Il giorno dopo, prima del funerale della nonna, Lady Mary chiede a Carson di tornare in servizio per preparare Andy a ricoprire il ruolo di maggiordomo. Mesi dopo, Tom e Lucy tornano a Downton con il loro bambino. Mentre tutti gioiscono l'inquadratura si sposta su un dipinto appeso nella sala principale che ritrae la contessa madre Lady Violet.

## Produzione

### Sviluppo
Dopo l'uscita del primo film nel 2019, lo sceneggiatore Julian Fellowes aveva immediatamente annunciato l'intenzione di realizzare anche un sequel. Nel gennaio 2020 fu annunciato che Fellowes avrebbe cominciato a lavorare alla sceneggiatura una volta ultimata la stesura della serie televisiva The Gilded Age e, nel settembre dello stesso anno, l'attore Jim Carter annunciò che la sceneggiatura era stata completata. Nel febbraio successivo l'attore Hugh Bonneville dichiarò durante un'intervista per BBC Radio 2 che non appena il cast e la troupe avessero ricevuto il vaccino anti COVID-19 le riprese sarebbero iniziate. Il titolo del film è stato annunciato il 25 agosto 2021.
Il cast del film comprende gli interpreti principali del film precedente e della serie televisiva, con l'aggiunta nel cast di Hugh Dancy, Laura Haddock, Nathalie Baye e Dominic West.

### Riprese
Le riprese principali si sono svolte nell'Hampshire tra l'aprile e l'agosto 2021.

## Promozione
Il primo teaser trailer del film è stato distribuito il 15 novembre 2021, mentre il primo trailer ufficiale è pubblicato il 15 febbraio 2022.

## Distribuzione
Inizialmente prevista per il 22 dicembre 2021 e il 18 marzo 2022, il film è stato distribuito nelle sale francesi dal 27 aprile 2022, nel Regno Unito dal 29 aprile e dal 20 maggio 2022 in Nord America.
In Italia, il film viene distribuito nelle sale dal 28 aprile 2022.